# Stadio Ennio Tardini

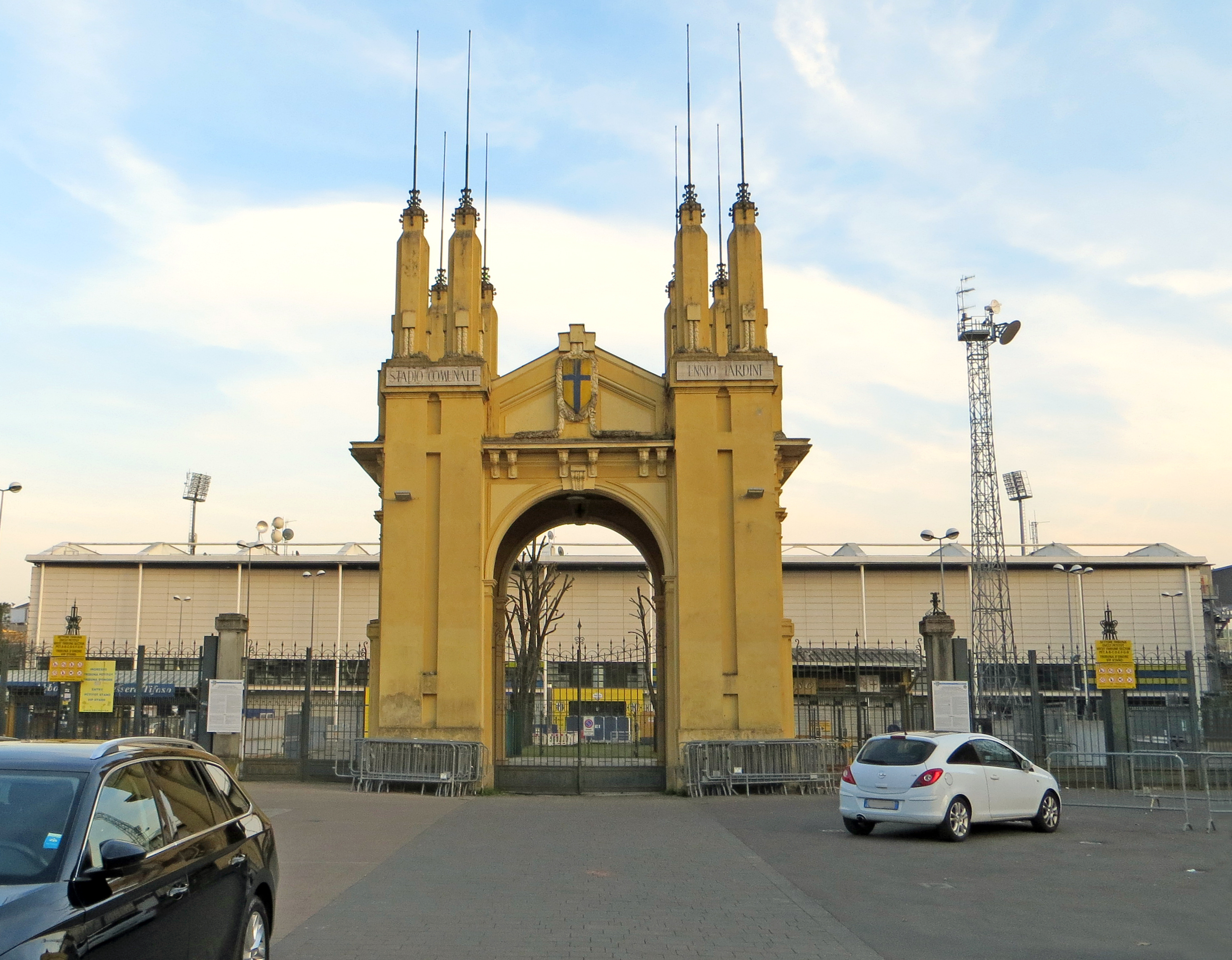
Stadio Ennio Tardini.

Stadio Ennio Tardini är hemmaarena för Serie A-laget Parma FC. Första Serie A-matchen för Parma FC spelades på Stadio Ennio Tardini mot Juventus FC som dominerade den Italienska fotbollen på den tiden. Parma förlorade matchen med 2-1 men gjorde en stark insats.